# 塔卡琅帕達
塔卡琅帕達是17世紀台灣西拉雅族信仰的東方天空女神之一，亦為西拉雅十三神之一。其夫為西方天空之神塔馬吉山崗，兩人在諸神之中位階最崇高。